# Ламська (Становлянський район)
Ламська (рос. Ламская) — присілок у Становлянському районі Липецької області Російської Федерації.
Населення становить 64 особи. Належить до муніципального утворення Ламська сільрада.

## Історія
Село було заселено в XVII столітті єфремівськими дітьми боярськими. У Переписній книзі Єфремівського повіту за 1680 вказані Бєлови, Саприкін, Шеховцев, Єгурнов.
З 13 червня 1934 до 1937 року у складі Воронезької області, 1937-1954 — Орловської області. Відтак входить до складу Липецької області.
Згідно із законом від 2 липня 2004 року №114-оз органом місцевого самоврядування є Ламська сільрада.

## Населення
| 2010 |
| ---- |
| 64   |